# Sunday, Bloody Sunday
Sunday, Bloody Sunday ist ein britisches Filmdrama von John Schlesinger aus dem Jahr 1971. Das Drama basiert auf dem Original-Drehbuch, das von Penelope Gilliatt und David Sherwin überarbeitet und vom Filmstudio Vectia produziert wurde.

## Handlung
Großbritannien, Ende der 1960er Jahre: Im von einer Wirtschaftskrise gebeutelten London lässt sich die geschiedene Arbeitsberaterin Alex Greville darauf ein, über das Wochenende die Kinder des Ehepaares Hodson zu hüten, das mit dem afroeuropäischen Professor Johns einen Vortrag besuchen will. Die fünf Kinder des sozialistischen Ehepaares bedürfen jedoch kaum der Obhut von Alex und beginnen am Samstagmorgen während des gemeinsamen Frühstücks sogar Pot zu rauchen, den die Eltern im Schallplattenregal deponiert haben. An dem Wochenende nimmt auch Alex’ Liebhaber, der einige Jahre jüngere Installationskünstler Bob Elkin, teil. Alex hofft, den jungen Mann an sich binden zu können. Sie weiß von Bobs Affäre mit Daniel Hirsh, einem erfolgreichen jüdischen Allgemeinmediziner in den Vierzigern, doch schon bald kann Alex den freiheitsliebenden Bob nicht mehr halten und es zieht ihn bereits am Samstagvormittag zurück zu Daniel. Auch Daniel weiß Bescheid über Alex, die in der Zwischenzeit im Haus der Hodsons von Depressionen geplagt wird. Sie will den von ihr ungeliebten Job kündigen, weiß aber nicht, wie sie ihre Kündigung formulieren soll. Gleichzeitig wird sie von Lucie, dem ältesten der Kinder, denunziert, da ihr Bobs Fehlen nicht unbemerkt geblieben ist. Bob kehrt erst am späten Abend, nach einem Schäferstündchen mit Daniel, zu Alex zurück, nachdem es im Haus einen Stromausfall gab. Während er die Panne behebt, kann Alex ihre Eifersucht gegenüber ihrem Nebenbuhler und die Wut auf Bob kaum zügeln. Später verträgt sie sich jedoch wieder mit dem charismatischen Künstler.
Dr. Daniel Hirsh trifft zur selben Zeit, nach einem Besuch eines Lokals, eine alte Liebschaft wieder und erwacht am Sonntagmorgen allein in seinem Bett. Auch die Konversationsversuche mit seinem Nachbarn sind nicht von Erfolg gekrönt. Alex unternimmt währenddessen mit Bob und den ihr anvertrauten Kindern einen Ausflug durch London. Der Tag, der heiter begann, endet schrecklich; denn auf dem Nachhauseweg rennt die leichtsinnige Lucie mit Familienhund Kenyatta über eine vielbefahrene Straße. Der Rottweiler wird von einem Laster erfasst, während Lucie ohne Blessuren davonkommt. Das Kind ist traumatisiert und zeichnet während eines Malspiels mit David ungelenk den Körper ihres toten Hundes. Auch Alex hat der Vorfall mitgenommen; beim Anblick von Lucies Kinderzeichnung lässt sie ein traumatisches Ereignis aus ihrer Kindheit Revue passieren. Frühzeitig kommen Alva und Bill Hodson mit Professor Johns vom Vortrag zurück, und Alex zieht aus dem Wochenende ihre Konsequenzen und beendet die Beziehung mit Bob.
Bei einem Abendessen mit ihren vermögenden Eltern zwei Tage später versucht Alex’ Mutter ihre Tochter, die sich symbolträchtig die Haare hat kurz schneiden lassen, zu überzeugen, die Beziehung zu Bob wieder aufzunehmen. Während sich dieser wieder Daniel zuwendet, verbringt Alex eine gemeinsame Nacht mit dem fünfzigjährigen George, einem Manager, den seine Firma gefeuert hat. Bob überwirft sich mit Daniel, als es auf einer Party zu einem Streit zwischen einem befreundeten Ehepaar des Arztes kommt und Daniel – wie oft in heiklen Situationen – das Weite sucht. Noch am Abend sucht er Alex auf, die sich gerade von George verabschiedet, und beide verbringen die Nacht miteinander. Tags darauf lässt sich Bob gegen Pocken impfen, um die langersehnte Reise nach Amerika anzutreten und dort seine gläsernen Springbrunnen auszustellen, was zu Daniels Ärger den Plan einer gemeinsamen Italienreise zunichtemacht. Beim Besuch der Bar-Mitzwa-Feier seines dreizehnjährigen Neffen fühlt sich Daniel an seine eigene Bar Mitzwa und das Ende seiner Kindheit erinnert. Alex hat inzwischen ihren Job gekündigt und beschließt, vor die Wahl gestellt, mit Bob keinen Neuanfang in den Vereinigten Staaten zu wagen respektive auf seine Heimkehr zu warten. Bob verbringt noch eine gemeinsame Nacht mit Daniel, ehe er sich leise davonmacht und in die USA fliegt.
Zehn Tage nach dem Wochenende begegnet Alex bei den Hodsons ihrem Nebenbuhler, der Alva und Bill beim sonntäglichen Mittagessen Gesellschaft leistet. Sie wartet vor dem Haus, bis Daniel sich von den Hodsons verabschiedet hat. Beide vergewissern sich in einem kurzen Gespräch auf der Straße, dass Bob, ihr jeweiliges Objekt der Begierde, England verlassen hat. Während sich Daniel allein für einen Italienurlaub Sprachkenntnisse aneignet, trifft Alex in ihrer verlassenen Wohnung auf Bobs Tukan, den er ihr zur Pflege überlassen hat. Der Film endet in einem Monolog, in dem Daniel Hirsh der komplizierten Beziehung nachtrauert, obwohl Bob eigentlich ein für ihn völlig uninteressanter Mensch gewesen sei.

## Entstehungsgeschichte
Das Drama basiert auf einem Skript von Penelope Gilliatt, einer englischen Roman- und Kurzgeschichtenautorin und Filmkritikerin der Londoner Wochenzeitung The Observer und des US-amerikanischen Magazins The New Yorker. Ebenfalls am Drehbuch beteiligt war der Autor David Sherwin, der seinerzeit jedoch nicht im Abspann erwähnt wurde. Gilliatt arbeitete beim Verfassen des Original-Drehbuchs eng mit Regisseur John Schlesinger zusammen, der im Jahr davor für den Film Asphalt-Cowboy mit dem Oscar für die beste Regie ausgezeichnet worden war und dessen Privatleben als Inspiration für Sunday, Bloody Sunday diente. Schlesinger, 1926 in London als Sohn eines jüdischen Kinderarztes geboren, war selbst homosexuell und hatte wie die Filmcharaktere Erfahrungen in Dreiecksbeziehungen gesammelt.
Für die Hauptrollen wurden die beiden renommierten britischen Schauspieler Peter Finch und Glenda Jackson verpflichtet. Finch hatte bereits 1967 in Schlesingers Romantikdrama Die Herrin von Thornhill an der Seite von Julie Christie und Terence Stamp eine tragende Rolle. Allerdings hatte er zunächst aufgrund anderer Projekte keine Zeit für Sunday, Bloody Sunday. Daraufhin wurde Ian Bannen besetzt, der sich aber insbesondere mit den intimen homosexuellen Szenen nicht wohlfühlte, woraufhin zwei Wochen nach Beginn der Dreharbeiten der inzwischen frei gewordene Finch die Rolle übernahm. Glenda Jackson gehörte zum damaligen Zeitpunkt zu den Stars des britischen Kinos und hatte im Jahr zuvor für Ken Russells romantisches Drama Liebende Frauen den Oscar als beste Hauptdarstellerin erhalten. Sie bewies ihre Wandelbarkeit im gleichen Jahr mit der Hauptrolle der Königin Elisabeth von England in Charles Jarrotts Historiendrama Maria Stuart, Königin von Schottland. Der damals 24-jährige Newcomer Murray Head ist hier in seinem vierten Spielfilm zu sehen. Unterstützt wurden die drei Hauptdarsteller u. a. von der britischen Schauspielerin Peggy Ashcroft, die 1967 in einer Episode der britischen Fernsehserie The Wednesday Play bereits unter Schlesingers Regie agiert hatte. Im Vorfeld hatten viele Schauspielerinnen den Part von Glenda Jacksons Mutter abgelehnt, da sie das Projekt mit Pornographie in Verbindung brachten. In einer Nebenrolle als Telefonistin ist die US-Amerikanerin Bessie Love zu sehen, ein ehemaliger bekannter Stummfilmstar. Nicht im Abspann aufgeführt ist der 13-jährige Daniel Day-Lewis, der in seinem Spielfilmdebüt eine kurze Szene spielt, in der er als junger Vandale Autos beschädigt.
Der Film entstand in den englischen Bray Studios in Windsor (Berkshire) sowie an Original-Schauplätzen in London, darunter Hampstead Heath und das Old Royal Naval College in Greenwich. Für die Kameraarbeit war der Engländer Billy Williams zuständig, der wie die Hauptdarstellerin von Sunday, Bloody Sunday seinen internationalen Durchbruch mit Liebende Frauen ein Jahr zuvor mit einer Oscar-Nominierung eingeleitet hatte. Als musikalisches Thema taucht im Film immer wieder Wolfgang Amadeus Mozarts Trio aus der Oper Così fan tutte auf, das in der Szene gespielt wird, in der Fiordiligi und Dorabella ihren Liebhabern Ferrando und Gugliemo verabschieden, die vermeintlich in den Krieg ziehen. Das Musikstück wurde von Pilar Lorengar, Yvonne Minton und Barry McDaniel interpretiert.

## Rezeption
Sunday, Bloody Sunday feierte am 1. Juli 1971 in London Premiere. Filmstart in den USA war gut zwei Monate später, am 8. September. Die Produktion mit dem Werbeslogan „It's about three decent people. They will break your heart“ (dt.: Er handelt von drei sittsamen Menschen. Sie werden Ihr Herz brechen) versehen, wurde von der Kritik gefeiert und als herausragende Charakterstudie verstanden. Er galt als bahnbrechend und gewagt hinsichtlich seiner offenen und realistischen Darstellung homosexueller Liebe, u. a. wurde in dem Film einer der ersten Leinwandküsse eines gleichgeschlechtlichen Liebespaares präsentiert. Gelobt wurden die schauspielerischen Leistungen der beiden Hauptdarsteller Peter Finch und Glenda Jackson, die als jüdischer Arzt bzw. geschiedene Büroangestellte zivilisiert und taktvoll, ohne große Emotionen, ihren gemeinsamen Liebhaber ziehen lassen müssen. Ebenfalls im Fokus standen die Inszenierung Schlesingers, der an den Erfolg seines vorangegangenen Films Asphalt-Cowboy anknüpfen konnte, sowie das Drehbuch von Penelope Gilliatt.
Kritische Stimmen bemängeln heutzutage, dass der Film in die Jahre gekommen sei. Dennoch feierte Sunday, Bloody Sunday am 17. November 2002, über dreißig Jahre nach seinem Kinostart, auf dem tschechischen Brno Gay and Lesbian Film Festival bzw. am 8. April 2003 auf dem London Lesbian and Gay Film Festival seine Wiederveröffentlichung in Europa.

## Kritiken
- „Die Darstellerleistungen sind makellos ... gerade richtig für Gilliatts Drehbuch und Schlesingers Regie. Sie sind in einem sehr realen und tristen London angesiedelt (meist in kalten Zwielichtern gesehen) und umgeben von Nebendarstellern, die in allen Maßen die Dimensionen der Charaktere ausfüllen. Ich denke, 'Sunday Bloody Sunday' ist ein Meisterwerk, aber ich denke nicht, es handelt von dem, das jeder annimmt über ihn zu denken. Dies ist kein Film über den Verlust von Liebe, sondern über ihr Ausbleiben.“ (Roger Ebert, Chicago Sun-Times)
- „‚Sunday, Bloody Sunday‘ ist Schlesingers (‚Darling‘, ‚Asphalt-Cowboy‘) klügster, am wenigsten sentimentaler Film, eine fast vollkommene Realisierung des Original-Drehbuchs von Penelope Gilliatt, das, so denke ich, das beste Original-Drehbuch seit Éric Rohmers ‚Claires Knie‘ ist.“ (Vincent Canby, New York Times)

## Auszeichnungen
Bei der Oscar-Verleihung im Jahr 1972 (offizielle Zählung 1971) war Sunday, Bloody Sunday für vier Academy Awards nominiert, u. a. Regisseur John Schlesinger und die beiden Hauptdarsteller Peter Finch und Glenda Jackson. Während Schlesinger und Finch gegenüber William Friedkin und Gene Hackman (beide French Connection – Brennpunkt Brooklyn) das Nachsehen hatten, musste sich Jackson Jane Fonda (Klute) geschlagen geben. Im selben Jahr erhielt das Beziehungsdrama den Golden Globe als beste ausländische Produktion in englischer Sprache sowie fünf Britische Filmpreise, u. a. in den Kategorien Bester Film, Regie sowie Peter Finch und Glenda Jackson als beste Hauptdarsteller. Finch erhielt für sein Porträt des homosexuellen jüdischen Arztes außerdem den Preis der National Society of Film Critics. Penelope Gilliatts Filmskript wurde von der Writers Guild of America, der New Yorker Filmkritikervereinigung, der National Society of Film Critics sowie der Writers’ Guild of Great Britain prämiert.

### Oscar 1972
- nominiert in den Kategorien
  - Beste Regie
  - Bestes adaptiertes Drehbuch
  - Bester Hauptdarsteller (Peter Finch)
  - Beste Hauptdarstellerin (Glenda Jackson)

### Society of Film and Television Arts Awards 1972
- Bester Film
- Beste Regie
- Bester Hauptdarsteller (Peter Finch)
- Beste Hauptdarstellerin (Glenda Jackson)
- Bester Schnitt
  - nominiert in den Kategorien
    - Bestes Drehbuch
    - Beste Kamera
    - Bester Soundtrack

### Golden Globe 1972
- Bester ausländischer Film in englischer Sprache
- nominiert in der Kategorie Bester Hauptdarsteller – Drama (Peter Finch)

### Weitere
David di Donatello 1972
- Beste Regie für einen ausländischen Film

Directors Guild of America 1972
- nominiert in der Kategorie Beste Regie

Étoile de Cristal 1972
- Bester Darsteller (Peter Finch)
- Beste Darstellerin (Glenda Jackson)

National Society of Film Critics Awards 1972
- Bester Hauptdarsteller (Peter Finch)
- Bestes Drehbuch

New York Film Critics Circle Awards 1971
- Bestes Drehbuch

Writers Guild of America 1972
- Bestes Original-Drehbuch – Drama

Writers’ Guild of Great Britain 1972
- Bestes britisches Original-Drehbuch

Das British Film Institute wählte Sunday, Bloody Sunday im Jahr 1999 auf Platz 65 der besten britischen Filme des 20. Jahrhunderts.